# Rhyacia lucipeta
Rhyacia lucipeta är en fjärilsart som beskrevs av Ignaz Schiffermüller 1775. Rhyacia lucipeta ingår i släktet Rhyacia och familjen nattflyn. Inga underarter finns listade.